# José Reig y Vilardell
José Reig y Vilardell (1866-1911) fue un escritor y periodista español.

## Biografía
Nacido el 7 de septiembre de 1866 en Barcelona, colaboró en los diarios La Renaixensa y El Cronista de Barcelona, y más adelante en La Protección Nacional. Fundó y dirigió la revista catalana mensual titulada Art y Literatura y publicó diversos artículos en Lo Teatro Regional, El Viajero y L'Excursionista. En el Centro Excursionista de Barcelona dio varias conferencias sobre tradiciones e historia de Cataluña, así como nociones de toponomástica catalana. Entre sus obras se encontraron títulos como Excursión al golfo de Rosas (1886), Un catalá ilustre (1892, sobre Bernat Boil), Esteve de Corbera (1892) y Colecció de monografías de Catalunya (1890-1891). Falleció en 1911.